# Scénites
Les Scénites (en latin Scaenitae, du grec skênê « tente ») sont une population nomade présente dans l'Antiquité aux frontières de la Syrie, de l'autre côté de l'Euphrate. Ils tiraient leurs ressources d'un droit de péage qu'ils demandaient aux marchands en contrepartie de la garantie d'une traversée sans danger.
Le terme Scénite n'est pas un nom tribal, mais fait référence au mode de vie nomade de ce peuple vivant sous une tente. 
Il est mentionné par Pline l'Ancien et Strabon, mais dès le IVe siècle Ammien Marcellin note que le terme de « Sarrasins » avait remplacé dans l'usage celui de Scénites.